# Åbonejdens Andelsbank
Åbonejdens Andelsbank (finska: Turun Seudun Osuuspankki) är en finländsk andelsbank som tillhör OP Gruppen. Banken har 11 kontor och är verksam i Åbo, S:t Karins, Nådendal, Lundo, Pargas, Rusko och Vemo.

## Historia
Åbonejdens Andelsbank inledde sin verksamhet i mars 1922 när en del av S:t Karins-bor samlade i kommunen och bestämde sig att grunda en andelskassa i socken. Början till andelskassans verksamhet var väldigt bra och därför började man tänka på utvidgning till Åbo. Tillsammans med flytten till Åbo sammanlades S:t Marie Andelskassa till S:t Karins Andelskassa år 1928. Då omnämndes andelskassan till Åbonejdens Andelskassa. År 1938 blev Kustö Andelskassa och år 1953 Reso Andelskassa delar av Åbonejdens Andelskassa. År 1968 sammanlades Karhula Andelskassa, som hade flyttat till S:t Karins från Karelen, till Åbonejdens Andelskassa. I början av 1950-talet flyttade andelskassan vid Trätorget i Åbo (Mariegatan 4) där banken fortfarande finns. Det första sidokontoret öppnades i Littois år 1950. Omkring år 1972 hade banken cirka 20 sidokontor.
I mitten av 1950-talet var Åbonejdens Andelskassa den största andelskassan i Finland och behöll statusen fram till 1970-talet. År 1970 bytte andelskassans namn till Åbonejdens Andelsbank. Omkring år 1982 var banken den andra största andelsbanken i Finland.
År 2019 fusionerade Merimasku Andelsbank och Åbonejdens Andelsbank. Kontoret i Merimasku stängdes år 2021.

## Verkställande direktörer
- Olavi Kaisti 1951–1970
- Pauli Komi 1971–1985
- Risto Korpela 1990–2012
- Olli-Pekka Saario 2012–2021[7][6]
- Petteri Rinne 2021–